# Sidney E. Cox
Sidney E Cox, född 1887 död 1975, sång-/psalmförfattare och tonsättare.
Cox flyttade 1907 från England till Kanada. 1908 anslöt han sig till Metodistkyrkan men gick strax över till Frälsningsarmén där han var officer 1909 - 1944. Efter att han lämnade Frälsningsarmén ägnade han sig åt evangeliskt väckelsearbete. Cox har författat och tonsatt cirka 400 sånger.

## Sånger/Psalmer
- Allt jag är och har, Gud
- Det är sång idag
- Guds nåd är rik och underbar med refrängen Guds nåd är underbar
- Intet öga skådat Gud vår faders drag
- Min Frälsare mig sökte på fjärran villsam stig med refrängen Han sökte, han fann mig
- Strömmar av levande vatten
- Törnen ofta foten stinger
- Varje timme, varje dag vilja, krafter, Herre, tag (Osäker uppgift om upphovsman)